# Тирари
Тирари (англ. Tirari) — пустыня, расположенная в Южной Австралии. Занимает территорию площадью в 15 250 км².

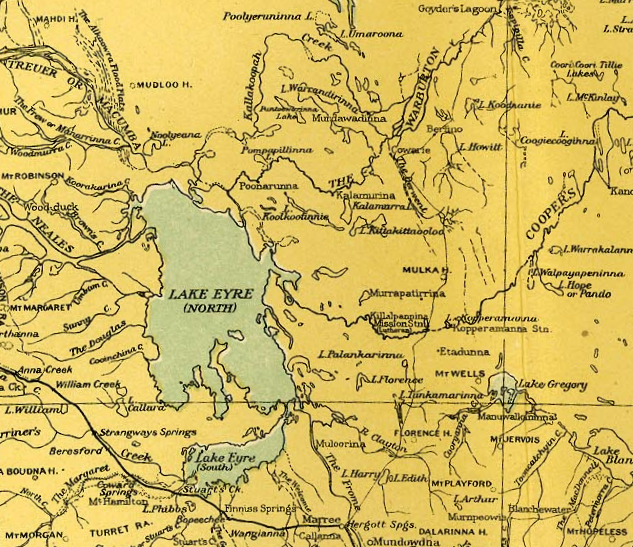

Часть пустыни располагается на территории национальный парк озера Эйр. Рядом с ним находится охраняемая местность Нгапакальди, известная залежами окаменелостей.
К пустыни Тирари прилегает часть территории пустыни Симпсон, которая находится на севере, также на востоке располагается пустыня Стшелецкого и на северо-востоке — пустыня англ. Sturt Stony.